# ژلخوویتسه ناد درونیتسی
ژلخوویتسه ناد درونیتسی (به چکی: Želechovice nad Dřevnicí) یک منطقهٔ مسکونی در جمهوری چک است که در شهرستان زلین واقع شده‌است. ژلخوویتسه ناد درونیتسی ۱۶٫۰۳ کیلومتر مربع مساحت و ۱٬۹۵۷ نفر جمعیت دارد و ۲۴۲ متر بالاتر از سطح دریا واقع شده‌است.